# Wombat Maksymilian i misja na dachu świata
Wombat Maksymilian i misja na dachu świata, ISBN 978-83-7945-784-7 – druga część serii powieści podróżniczych Wombat Maksymilian dla dzieci autorstwa Marcina Kozioła. Książka została opublikowana w 2017 roku przez wydawnictwo Edipresse. Jest kontynuacją powieści Wombat Maksymilian i Królestwo Grzmiącego Smoka, która zdobyła nagrodę Magellana 2016 dla najlepszego przewodnika dla dzieci.

## Fabuła
Tytułowy wombat otrzymuje kopertę ze wskazówkami od mnichów z Bhutanu, gdzie zakończyła się jego poprzednia przygoda. Zakrada się na pokład samolotu i lecąc nad Himalajami, dociera do Nepalu. Podąża za kolejnymi wskazówkami, odkrywa miejsca i kulturę Nepalu, tropiąc tajemniczego „bossa miejskiej dżungli”, by w końcu przekonać się, że mieszkańcom tego kraju zagraża kataklizm. Akcja powieści rozgrywa się tuż przed trzęsieniem ziemi. W misji, od której zależeć będzie życie wielu zwierząt wombatowi towarzyszy koza Bella i ptaki – pan i pani Dudek.
Fikcyjne wydarzenia i przygody zwierzęcych bohaterów rozgrywają się na tle realistycznego świata, dzięki czemu czytelnik poznaje kulturę, geografię i przyrodę prawdziwych zakątków świata. Powieść przygodową dla dzieci wzbogacają zdjęcia podróżnicze wykonane przez autora (w tym zdjęcia wykonywane podczas lotów paralotnią i ultralekkimi samolotami w Himalajach) oraz ilustracje Mariusza Andryszczyka. W książce znajdują się także specjalne kody, których użycie na stronie internetowej lub zeskanowanie przy użyciu aplikacji mobilnej daje dostęp do dodatkowych materiałów multimedialnych.